# Lista de bibliotecas do Estado da Palestina
Esta é uma lista de bibliotecas nos territórios palestinianos:

## Bibliotecas nos territórios palestinianos
- Biblioteca Al-Budeiri
- Biblioteca da Universidade Al-Quds
- Biblioteca da Universidade An-Najah
- Biblioteca da Universidade Beth
- Biblioteca Pública de Belém
- Biblioteca da Universidade de Hebron
- Biblioteca da Universidade Islâmica
- Centro Issaf Nashashibi de Cultura e Literatura
- Biblioteca Khalidi
- Biblioteca Nablus
- Biblioteca da Universidade Politécnica da Palestina

## Galeria

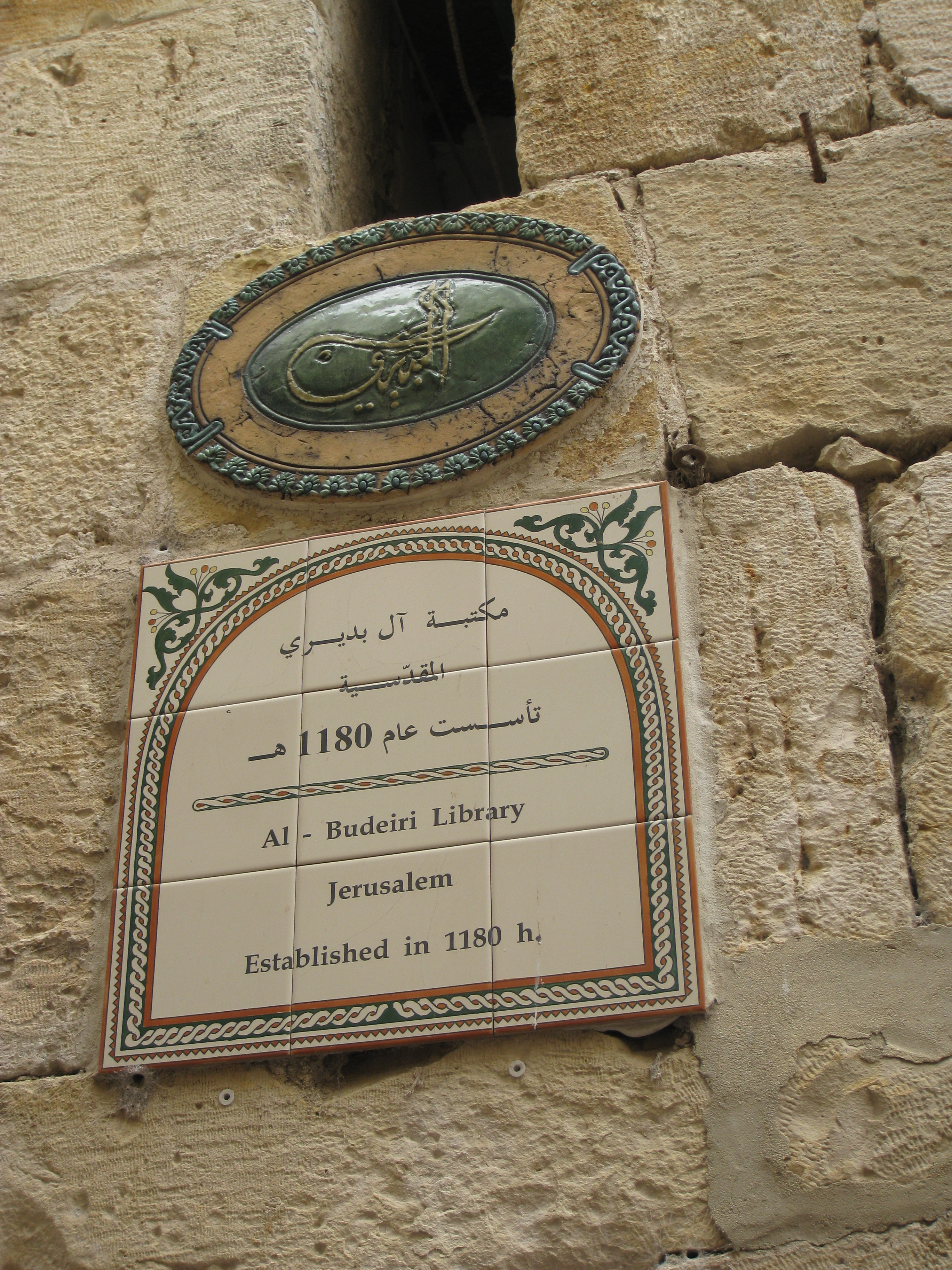
Biblioteca al-Budeiri no bairro islâmico de Jerusalém.
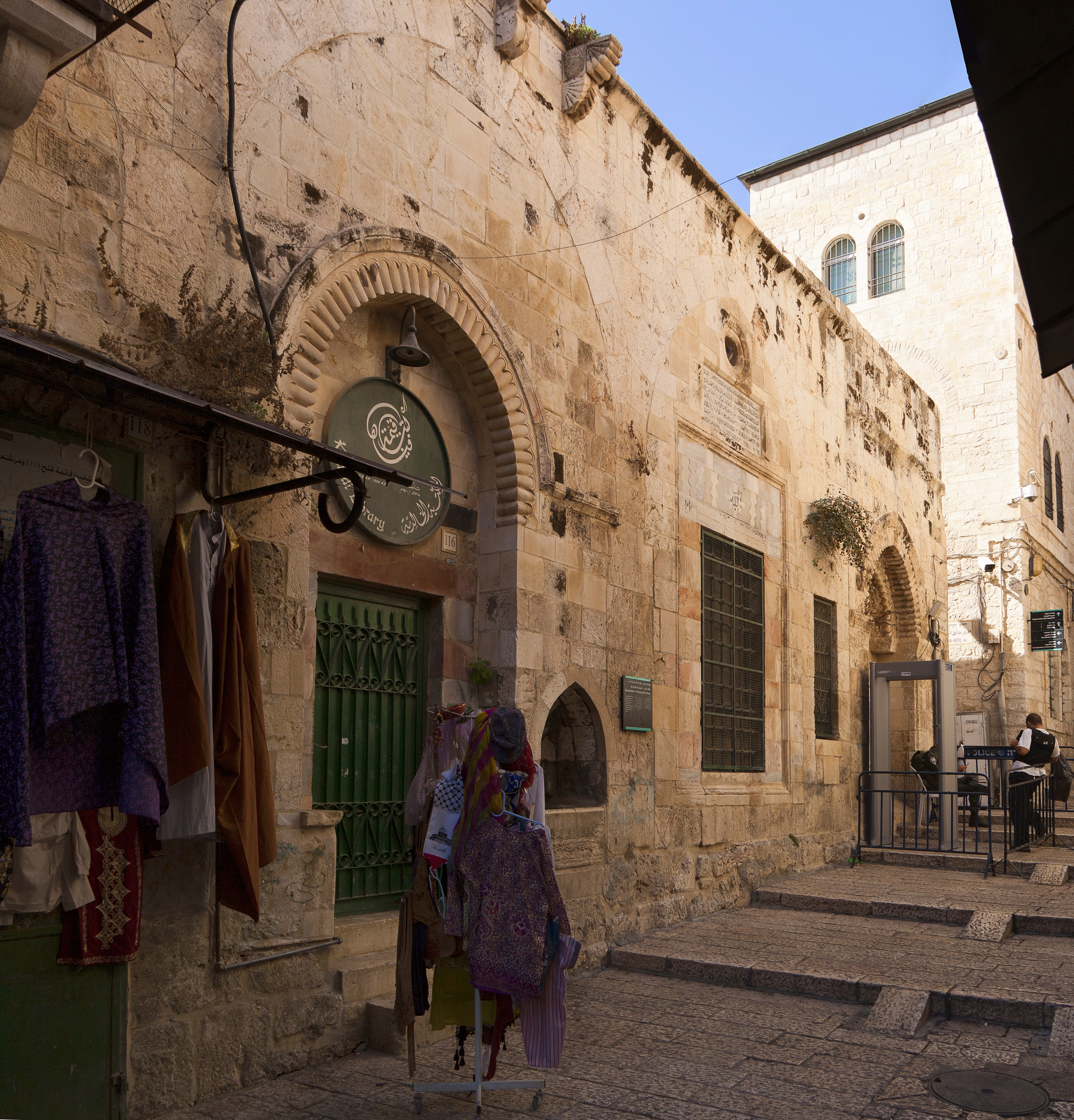
Biblioteca Khakldi, em Jerusalém.